# فرودگاه میامتالانا
فرودگاه میامتالانا (به انگلیسی: Mejametalana Airport) یک فرودگاه است. این فرودگاه در کشور لسوتو قرار دارد.